# Soffredo Errico Gaetani
Soffredo (también documentado como Soffredo Errico Gaetani; f. Pistoya, 14 de diciembre de 1210) fue un cardenal italiano.

## Biografía
Fue nombrado cardenal diácono de Santa María in Vía Lata en el consistorio celebrado en 1182. Participó en el cónclave de 1185, cuando fue elegido papa Urbano III. En 1187, junto con el cardenal Andrea Bobone, fue nombrado legado papal en Francia para mediar en la paz entre el rey Felipe II de Francia y el rey Enrique II de Inglaterra; allí lograron una tregua de dos años entre las partes.
Participó en el cónclave de octubre de 1187 en el cual el Papa Gregorio VIII fue elegido.
Participó en el cónclave de diciembre de 1187, en el cual fue elegido el Papa Clemente III. En 1188, con el cardenal Pietro Diana fue mediador entre Génova y Pisa.
Participó en el cónclave de 1191 que eligió al Papa Celestino III. En 1193 recibió el título cardenalicio de Santa Práxedes.
Participó en el cónclave de 1198, en el cual el Papa Inocencio III fue elegido. Durante el verano de 1198, junto con el cardenal Pietro Capuano, fue nombrado legado del ejército cruzado. El Cardenal Capuano fue enviado inmediatamente después a Venecia para los preparativos.
En 1201, fue postulado como arzobispo, pero el Papa lo rechazó porque quería al cardenal en Roma. Hasta su partida a Tierra Santa, a fines de mayo de 1202, el cardenal Soffredo permaneció en la Curia y actuó como auditor en varias causas.
Llegado a Acre, se trasladó a Trípoli para poner fin a las disputas por la sucesión entre Bohemundo IV de Antioquía y el Rey León II de Armenia, conflicto que durante años había ralentizado los esfuerzos de los miembros cruzados. Los delegados papales durante meses intentaron encontrar una solución entre las partes, pero sin éxito.
El 16 de agosto de 1203, el Papa lo eligió como Patriarca de Jerusalén, pero al año siguiente renunció. En el otoño boreal de 1204 se mudó con el cardenal Capuano a Constantinopla, que en abril de ese mismo año estaba en manos de los cruzados. Mientras que el cardenal Capuano permaneció en la ciudad, el cardenal Soffredo viajó al Reino de Tesalónica, cuyo gobernante era Bonifacio de Montferrato, en busca de ayuda en el establecimiento de las clero latino en el nuevo Imperio. En agosto de 1205, se reincorporó a la Curia.
Pasó sus últimos años en retiro, probablemente en Pistoya, llevando a cabo tareas menores. Desde 1208 fue nombrado cardenal protopresbítero.